# Kasteel van Yville
Het Kasteel van Yville (Frans: Château d'Yville) is een kasteel in de Franse gemeente Yville-sur-Seine.